# ムクタール・マイ

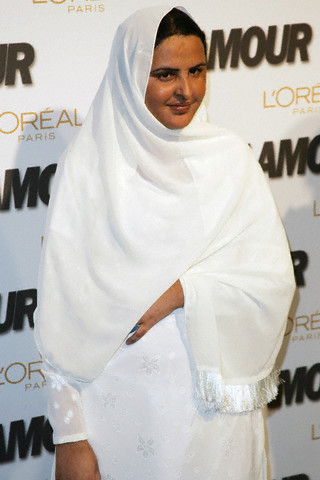
ムクタール・マイ（2005年）

ムクタール・マイ（英語: Mukhtār Mā'ī, 1972年 - ）本名ムクタール・ビビはパキスタンパンジャブ州ミワラ村出身の女性。

## 人物
2002年に実弟が地元の有力な部族であるマストイ族の女性と性的な関係を持った疑いにより、部族会議の結果、その復讐として公衆の面前で集団レイプされた。こうしたケースでは名誉の殺人が行われることもあるが彼女は犯人を訴えた。
彼女を暴行した男たちは逮捕され、2002年に6人の男に有罪判決がされた。その後ラホールの高等裁判所は死刑判決を受けた1人を終身刑に減刑する判決を行いまた5名が釈放された。その後最高裁がこの5名と2002年に無罪判決を受けた8名に対して保留の判断を下し13名は拘禁された。2011年、最高裁の判決で1人に対して終身刑、他の容疑者は全て無罪となる判決がされた。
2002年7月5日、彼女にはパキスタン政府から50万ルピー（約8,200米ドル）の見舞金が与えられた。文盲だった彼女はその金を用いて彼女は学校を作った。現在彼女が作った女子校2つ、男子校1つでは約1000人が学んでいる。
2005年にはアメリカの雑誌、グラマーが選ぶウーマン・オブ・ザ・イヤーに選ばれた。
2009年に男性警官と結婚し第2夫人となった（パキスタンではイスラム法に従い第4夫人まで持つことができる。）。